# ساتچودو
ساتچودو (به ژاپنی: 薩長土)، به سه قلمروی پر قدرت (یوهان (ژاپن)) در اواخر دوره ادو یا باکوماتسو گفته می‌شود. این سه قلمرو عبارتند از قلمروی ساتسوما، قلمروی چوشو، قلمروی توسا از اوایل جنگ بوشین، قلمروی هیزن نیز به این سه قلمرو افزوده شد و به این چهار ولایت ساتچودوهی گفته می‌شود.

## شخصیت‌ها
- قلمروی ساتسوما
  - شیمازو هیسامیتسو
  - شیمازو تادایوشی （島津茂久）
  - کوماتسو کیوکادو （小松帯刀）
  - اوکوبو توشیمیچی （大久保一蔵）
  - سایگو تاکاموری （大島三右衛門 大島吉之助 西郷吉之助）
  - یوشی توموزانه （吉井幸輔）
  - گودای توموآتسو （五代才助）
  - کورودا کیوتاکا （黒田了介）
  - کیرینو توشی‌آکی （中村半次郎）
  - تاناکا شینبی
  - تاکاساکی ماساکازه （高崎左太郎）
- قلمروی چوشو
  - موری تاکاچیکا （毛利慶親）
  - موری موتونوری （毛利定広 毛利広封）
  - سوفو ماسانوسکه
  - یوشیدا شواین （吉田寅次郎）
  - کیدو تاکایوشی （桂小五郎 木戸貫治 木戸準一郎）
  - اومورا ماسوجیرو （村田蔵六）
  - هیروساوا سانه‌اومی （波多野金吾 広沢兵介）
  - اینواوئه کائورو （井上聞多）
  - تاکاسوگی شینساکو （谷潜蔵）
  - کوساکا گنزوی （久坂義助）
  - بوشیدا توشی‌مارو （吉田栄太郎）
  - ایرئه کوایچی （入江杉蔵）
  - ایتو هیروبومی （伊藤俊輔 伊藤春輔）
  - یامادا آکی‌یوشی （山田市之允）
  - مائه‌هارا ایسی （佐世八十郎）
  - آکانه تاکتو
  - یاماگاتا آریتومو （山県狂介）
  - دایراکو گنتارو
- قلمروی توسا
  - یامائوچی تویوشیگه （山内豊信）
  - یامائوچی تویونوری
  - تاکچی هانپیتا （武市半平太）
  - ناکائوکا شینتارو （石川誠之助 石川清之助）
  - ساکاموتو ریوما （才谷梅太郎）
  - هیجیکاتا هیساموتو （土方楠左衛門）
  - کوندو چوجیرو （上杉宋次郎）
  - موچیزوکی کیاتا
  - کیتازوئه کیتسوما （北添佶麿 北添源五郎 本山七郎）
  - شینگو اومانوسکه
  - ماتسوموتو کیدو （松本謙三郎）
  - ایکه کوراتا （細川左馬之助 細井徳太郎）
  - یوشیمورا توراتارو （吉村寅太郎）
  - اوکادا ایزو